# Sokolovna v Kladně
Sokolovna v Kladně je stavba v ulici T. G. Masaryka čp. 1391. Budova, tvořící jádro areálu, byla postavena v letech 1895 až 1896 podle projektu Václava Krotkého (zednický mistr František Tišer). Z pozdější doby pocházejí přístavby (1904 malý sál, 1929 kino Sokol podle projektu pražského architekta Jaroslava Beránka a 1947 velký sál). Na průčelí je osazena pamětní deska, připomínající léta 1940 až 1945, kdy gestapo využívalo objekt jako vězení.
Působí zde Tělocvičná jednota Sokol Kladno, s oddíly všestrannost, mažoretky, gymnastika a basketbal.

## Historie
Jednou z prvních (a vůbec první v regionu) mimopražských jednot byla sokolská jednota v Kladně, která vznikla v roce 1869. Její činnost byla přerušena v letech 1877-1883 zákazem činnosti rakousko-uherskými úřady. V letech 1895-1896 byla postavena Skolovna. Základní kámen byla slavnostně položen 2. června 1895, 13. září 1896 byla slavnostně otevřena a předána starostovi kladenského Sokola, Gustavu Pellymu. Do čela kladenské jednoty se roku 1898 dostal kladenský starosta Ignác Hajn, který ve funkci vydržel až do zákazu Sokola za druhé světové války. Za jeho působení bylo ve 20. letech 20. století postaveno také Kladenské Sletiště (areál sportovišť je dnes pod správou města) a kino Sokol, v roce 1902 vznikl jezdecký odbor jednoty, jenž funguje dodnes. Kino, otevřené jako první zvukové kino v Kladně fungovalo až do roku 2007 a v roce 2018 se opět začalo promítat.